# Alireza Mohmadi
Alireza Mohmadi (pers. علیرضا مهمدی; ur. 30 października 2002) – irański zapaśnik walczący w stylu klasycznym. Srebrny medalista olimpijski z Paryża 2024 w kategorii 87 kg. Wicemistrz świata w 2023 roku. 
Srebrny medalista mistrzostw Azji w 2023. Pierwszy w Pucharze Świata w 2022. Mistrz świata juniorów w 2022. Mistrz Azji juniorów w 2022 roku.